# 16. maj
16. maj er dag 136 i året i den gregorianske kalender (dag 137 i skudår). Der er 229 dage tilbage af året.
Dagens navn er Sara.

### Begivenheder
Født - Dødsfald
- 1568 - Marie Stuart, Skotlands dronning, flygter til England.
- 1605 - Paul 5. bliver pave.
- 1644 - Danmark besejrer Sverige og Nederlandene i Slaget i Listerdyb under Torstenssonfejden.
- 1770 - Kronprinsen af Frankrig, den senere Ludvig 16. af Frankrig, og Marie Antoinette, prinsesse af Østrig, vies.
- 1797 - En dansk flådestyrke under kommando af Steen Andersen Bille besejrer en tripolitansk styrke ved Søslaget ved Tripoli
- 1918 - I Tyskland nedsættes den daglige brødration til 150 gram, grundet udfordringer med at skaffe mad under 1. verdenskrig.
- 1920 - Schweiz tilslutter sig Folkeforbundet.
- 1920 - Jeanne d'Arc, den franske heltinde fra 100-årskrigen mod England, ophøjes til helgen.
- 1929 - De første Academy Awards (Oscars) uddeles.
- 1932 - Rutschebanen på Dyrehavsbakken åbnede.
- 1943 - Den jødiske opstand i Warszawas ghetto ophører.
- 1943 - Under 2. verdenskrig angriber RAF, under Operation Chastise, tyske dæmninger ved Möhnesee og Edersee.
- 1948 - Chaim Weizmann bliver valgt som Israels første præsident.
- 1960 - Den første laser blev demonstreret af Theodore Maiman ved Hughes Research Laboratories
- 1963 - Den amerikanske astronaut Gordon Cooper cirkler 22 gange omkring jorden.
- 1966 - Kinas kommunistiske styre udsender den meddelelse, der senere er blevet set som starten på den kinesiske kulturrevolution.
- 1967 - Josef Stalins datter, Svetlana, sælger sine erindringer til et amerikansk forlag for 2,3 mio kr.
- 1968 - Folketinget vedtager en dagsorden om, at fredelige demonstrationer med politisk sigte er en af folkestyrets umistelige rettigheder.
- 1970 - Premiere i tv på Huset på Christianshavn.
- 1974 - Helmut Schmidt tiltræder som tysk forbundskansler.
- 1975 - Som første kvinde bestiger den 35-årige japanske husmoder Junko Tabei det 8.848 meter høje Mount Everest.
- 1975 - Indien annekterer Sikkim efter en folkeafstemning i bjerglandet, hvor flertallet stemmer for indlemmelsen i Indien.
- 1976 - På et stormfuldt SF-landsmøde udskiftes store dele af hovedbestyrelsen, bl.a. bliver Morten Lange og Sigurd Ømann ikke genvalgt.
- 1985 - Sinn Fein vinder sine første pladser i lokale valg i Nordirland.
- 1990 - Sydafrikas regering beslutter at afskaffe raceadskillelse på hospitaler og skoler.
- 1995 - Politiet i Japan stormer dommedagssekten Aum Shinrikyos hovedkvarter; sekten mistænkes for at stå bag et giftattentat i Tokyos undergrundsbane.
- 2007 - Nicolas Sarkozy afløser Jacques Chirac som Frankrigs præsident.

### Født
- 1611 - Innocens 11., italienskfødt pave (død 1689).
- 1889 - Maria Garland, dansk skuespiller (død 1964).
- 1900 - Aage Winther-Jørgensen, dansk skuespiller (død 1967).
- 1905 - Henry Fonda, amerikansk skuespiller (død 1982).
- 1912 - Orla Johansen, dansk forfatter (død 1998).
- 1912 - Studs Terkel, amerikansk forfatter og radiovært (død 2008).
- 1916 - Johannes Allen, dansk forfatter og filminstruktør (død 1973).
- 1917 - George Gaynes, amerikansk skuespiller (død 2016).
- 1919 - Liberace, amerikansk pianist (død 1987).
- 1929 - Adrienne Rich, amerikansk forfatter (død 2012).
- 1940 - Ole Ernst, dansk skuespiller (død 2013).
- 1944 - Danny Trejo, amerikansk skuespiller.
- 1945 - Susanne Heinrich, dansk skuespillerinde.
- 1945 - Alan Flusser, amerikansk forfatter og designer
- 1946 - Robert Fripp, engelsk musiker og komponist.
- 1948 - Jesper Christensen, dansk skuespiller.
- 1951 - Jonathan Richman, amerikansk musiker.
- 1951 - Christian Lacroix, fransk modeldesigner.
- 1953 - Pierce Brosnan, irsk skuespiller og producer.
- 1955 - Debra Winger, amerikansk skuespillerinde.
- 1955 - Olga Korbut, russisk gymnast.
- 1965 - Krist Novoselic, amerikansk rockmusiker.
- 1966 - Janet Jackson, amerikansk sangerinde.
- 1967 - Manu Sareen, indisk-dansk integrationskonsulent, forfatter og politiker.
- 1967 - Peter Rasmussen, dansk fodboldspiller.
- 1968 - Henrik Trenskow, dansk skuespiller og instruktør.
- 1973 - Tori Spelling, amerikansk skuespillerinde.
- 1977 - Emilíana Torrini, islandsk sangerinde.
- 1977 - Jean-Sébastien Giguère, fransk-canadisk ishockeyspiller.
- 1986 - Megan Fox, amerikansk skuespillerinde.
- 1990 - Thomas Brodie-Sangster, engelsk skuespiller.

### Dødsfald
- 1830 - Joseph Fourier, fransk fysiker (født 1768).
- 1865 - Madam Mangor, dansk kogebogsforfatter (født 1781).
- 1953 - Django Reinhardt, belgisk jazzguitarist (født 1910).
- 1957 - Eliot Ness, amerikansk føderal agent (født 1903).
- 1990 - Sammy Davis, Jr., amerikansk sanger og skuespiller (født 1925).
- 1990 - Jim Henson, amerikansk dukkeskaber (født 1936).
- 2010 - Ronnie James Dio, italiensk-amerikansk heavy metal sanger (født 1942).
- 2011 - Edward Hardwicke, engelsk skuespiller (født 1932).
- 2018 - Nils Foss, dansk direktør og civilingeniør (født 1928).

|  | Denne datoartikel kan blive bedre, hvis der indsættes et (bedre) billede Du kan hjælpe ved at afsøge Wikimedia Commons for et passende billede eller uploade et godt billede til Wikimedia Commons iht. de tilladte licenser og indsætte det i artiklen. |